# Golf de Maine
El golf de Maine (anglès: Gulf of Maine; francès Golfe du Maine) és un gran golf de l'oceà Atlàntic situat a la costa est de Nord-amèrica. Queda delimitat al sud-oest pel Cap Cod, a l'extrem oriental de Massachusetts, i al nord-est per l'illa Cape Sable, a l'extrem meridional de Nova Escòcia, al nord-est. El golf inclou tota la costa dels estats estatunidencs de Nou Hampshire i Maine, així com la part de Massachusetts situada al nord del Cap Cod, i les costes meridionals i occidentals de les províncies canadenques de Nova Brunswick i Nova Escòcia.
Un estudi de científics de la Universitat Harvard detectà un augment d'un 23% en els nivells de mercuri en els peixos del golf de Maine entre la dècada del 1970 i la del 2000.